# Salangane des Seychelles
Aerodramus elaphrus
Espèce
Statut de conservation UICN

 VU D2 : Vulnérable
Synonymes
- Collocalia elaphra

La Salangane des Seychelles (Aerodramus elaphrus) est une espèce d'oiseau de la famille des Apodidae, endémique des Seychelles.

## Description
Elle mesure de 10 à 12 cm de long avec une envergure de 28 cm et un poids d'environ 10,7 grammes. Les parties supérieures sont gris-brun et sont légèrement plus pâles sur la croupe. Les parties inférieures sont gris beige plus sombre sous les plumes caudales. Le bec et les pattes sont noirs. La queue est sombre et légèrement fourchue. Les ailes sont longues et étroites, mais moins pointues que celles des autres espèces qui, parfois viennent visiter les îles.
Elle émet un doux gazouillis en vol lorsqu'elle s'alimente en bande et un petit cliquetis métallique utilisé pour l'écholocation dans des grottes.

## Systématique
La Salangane des Seychelles est apparentée à la plus petite, plus pâle Salangane des Mascareignes (Aerodramus francicus) de l'île Maurice et la Réunion et a été considérée comme une sous-espèce de celle-ci dans le passé. Les deux sont censées avoir été séparées il y a environ 500 000 ans.

## Répartition
Elle se reproduit sur les îles de Mahé, Praslin et La Digue. Elle se reproduisait autrefois sur la Félicité et a été enregistrée en tant que visiteur sur Aride.

## Habitat et alimentation
Cette espèce se nourrit souvent sur les étendues d'eau douce et les cols de montagne mais peut être vue dans la plupart des habitats. Elle se nourrit d'insectes volants en particulier de fourmis ailées.

## Reproduction
La reproduction a lieu toute l'année dans un petit nombre de grottes. Le nid est plaqué contre la paroi et fait de brindilles de lichens et de casuarina maintenues ensemble par de la salive. Un œuf blanc est pondu et  incubé pendant environ 25 à 30 jours. Les jeunes sont nourris par les deux parents et s'envolent après 42 jours.

## Population et conservation
L'espèce est classée vulnérable par l'UICN en raison de sa faible population (2 500 à 3 000 oiseaux) et du nombre limité de sites de reproduction. Les menaces comprennent la perturbation des zones de reproduction, l'utilisation d'insecticides et la prédation par les effraies et les chats introduits dans les îles.

## Informations complémentaires
- Faune endémique des Mascareignes.